# Vardenafil
Vardenafil ist ein Arzneistoff, der in der Behandlung der erektilen Dysfunktion (Erektionsstörungen, ED) beim Mann verwendet wird. Vardenafil ist oral wirksam und wurde 2003 von der deutschen Firma Bayer HealthCare als Tablette zu 5 mg, 10 mg und 20 mg unter dem Handelsnamen Levitra auf den Markt gebracht.
Vardenafil zählt zur Gruppe der PDE-5-Hemmer. In allen Ländern der EU sowie in Liechtenstein, der Schweiz und Norwegen ist Vardenafil in allen verfügbaren Darreichungsformen (Filmtabletten: 5, 10, 20 mg Vardenafil) verschreibungspflichtig.

## Geschichte
1998 wurde Sildenafil als erster PDE-5-Hemmer in den USA von der Food and Drug Administration (FDA) zugelassen. Nachfolgend wurden weitere Arzneistoffe für eine medikamentöse Behandlung von erektiler Dysfunktion entwickelt, die sich in der Anwendung, Verträglichkeit und Dosierung vom Vorgänger unterscheiden.
Vardenafil wurde von Bayer HealthCare erforscht und entwickelt. Im März 2003 erhielt der Wirkstoff die Zulassung durch die Europäische Kommission. Zunächst erfolgte die Vermarktung gemeinsam durch Bayer HealthCare und GlaxoSmithKline, ab 2005 übernahm Bayer HealthCare die Rechte für die meisten Märkte außerhalb der USA.

## Wirkungsmechanismus
Die Erektion wird durch ein Gleichgewicht zwischen zwei körpereigenen Substanzen gesteuert. Die erste Substanz, cyclisches Guanosinmonophosphat (cGMP), ein Second Messenger, führt die Erektion herbei: Die glatte Muskulatur im Schwellkörper des Penis entspannt sich, so dass Blut in den Schwellkörper einfließen kann, was zur Erektion führt. Die zweite Substanz, Phosphodiesterase Typ 5 (PDE-5), lässt die Erektion abklingen, indem die erste Substanz abgebaut wird.
Wenn dieses Gleichgewicht gestört ist, bleibt die Erektion aus oder lässt vorzeitig nach. Vardenafil hemmt PDE-5, so dass die Konzentration des cGMP ansteigt. Dies führt zu einer Erektion, die ausreichend lange anhält, um die sexuelle Aktivität zufriedenstellend durchzuführen. Eine Erektion erfolgt nur dann, wenn der Mann sexuell erregt wird, da nur dann die erste Substanz, cGMP, in den Zellen der Schwellkörpermuskulatur aktiviert wird.
Die Wirkung von Vardenafil hält bis zu 12 Stunden an. Die Tablette kann mit und ohne Nahrung eingenommen werden, der Genuss von Alkohol beeinträchtigt die pharmakokinetischen Eigenschaften von Vardenafil nicht.

## Studien
Die Resultate einer von Valiquette u. a. (2005) durchgeführten Studie zeigten, dass dank Vardenafil die behandelten Männer eine Erektion erreichten, die bei 87 % der Männer für den Geschlechtsverkehr ausreichte und in 83 % der Fälle bis zum Orgasmus führte.
Eine von Montorsi u. a. (2004) durchgeführte Studie weist die rasch einsetzende Wirkung von Vardenafil nach. Die Daten dieses klinischen Versuchs zeigen, dass nach der Einnahme von Vardenafil (Dosis 10 mg) bei einigen Männern schon nach 10 Minuten eine Erektion ausgelöst werden konnte, wenn sie sexuell erregt wurden.
Rosen u. a. (2004) haben in ihren MALES-Studien aufgezeigt, dass die Zuverlässigkeit der Behandlung für Männer mit Erektionsschwäche die wichtigste Eigenschaft für eine erfolgreiche ED-Therapie ist. Die Forschungsergebnisse der MALES-Studie bestätigen, dass Männer den schnellen Wirkeintritt eines PDE-5-Hemmers als wichtiger erachten als die lange Wirkdauer des Medikaments.

In der Vergleichsstudie CONFIRMED von Rubio-Arioles u. a. (2006) wurde die Wirkung von Vardenafil und Sildenafil bei 1057 impotenten Männern miteinander verglichen. In der an verschiedenen Zentren durchgeführten, randomisierten Doppelblindstudie wurden zwei Wirkstoffe gegen erektile Dysfunktion miteinander verglichen, wobei die beiden Gruppen entweder zuerst Sildenafil oder Vardenafil bekamen. Es zeigte sich, dass beide Wirkstoffe gleich gut verträglich sind. Eine signifikante Mehrheit der Männer berichtete von mehr erfolgreich abgeschlossenem Geschlechtsverkehr und besserer Geschlechtsverkehrzufriedenheit unter Vardenafil als mit dem Wirkstoff Sildenafil.
Eine Übersicht über Behandlungsmöglichkeiten der ED bei Diabetes-Patienten bietet Basu & Ryder (2004).

## Risiken und Nebenwirkungen

### Kontraindikationen
Die gleichzeitige Einnahme von Vardenafil mit nitrithaltigen Arzneistoffen bzw. NO-Donatoren (dazu zählen auch die Szene-Drogen Poppers) ist kontraindiziert. Durch die kombinierte Wirkung auf den Blutdruck droht ein akuter lebensbedrohlicher Blutdruckabfall.
Kombinationen mit starken Cytochrom P450 3A4-Inhibitoren wie HIV-Protease-Inhibitoren oder oralen Konazolen sind kontraindiziert. Die gleichzeitige Gabe von Alphablockern sollte vermieden werden (Ausnahme Tamsulosin).
Abgesehen von diesen Kontraindikationen stellt der Einsatz bei Patienten mit koronarer Herzkrankheit ein Risiko dar, weil sexuelle Aktivität den Kreislauf stark beanspruchen kann.

### Wechselwirkungen
Es sollte kein Grapefruitsaft zusammen mit Vardenafil eingenommen werden, da dieser die übliche Wirkung von Vardenafil beeinflussen kann. Vardenafil kann mit oder ohne Nahrung eingenommen werden. Allerdings kann die Wirkung bei einer schwerverdaulichen oder extrem fettreichen Mahlzeit verzögert werden.

### Nebenwirkungen
Die klinischen Studien im Rahmen des Zulassungsverfahrens und des Monitorings zeigen, dass Vardenafil gut verträglich ist. Die festgestellten Nebenwirkungen waren von kurzer Dauer und von leichter bis mittlerer Intensität. Die am häufigsten genannten Nebenwirkungen von Vardenafil waren Kopfschmerzen, Gesichtsrötungen, Verdauungsstörung und Rhinitis (Nasenschleimhautentzündung) sowie Schwindel. Seltene und gelegentliche Nebenwirkungen können sich ebenfalls äußern.

## Krankenkassen und Erstattung
Die Patienten müssen für die Medikamentenkosten von Vardenafil in den allermeisten Fällen selbst aufkommen, da diese nicht von den Krankenkassen übernommen werden.
In Deutschland schließt das Sozialgesetzbuch (§ 34 Abs. 1 SGB V Satz 7) seit dem 1. Januar 2004 diejenigen Arzneimittel von der Bezahlung durch die Krankenkassen aus, bei deren Anwendung eine Erhöhung der Lebensqualität im Vordergrund steht. Dazu werden auch Arzneimittel zur Behandlung der erektilen Dysfunktion gezählt. Die Ursache der Störung ist unerheblich. Eine Ausnahmeregelung ist nicht vorgesehen.
In der Schweiz werden Medikamente von den obligatorischen Krankenkassen bezahlt, wenn gemäß Art. 32–34 des Krankenversicherungsgesetzes (KVG) die Wirksamkeit wissenschaftlich nachgewiesen wurde, die Behandlung zweckmäßig und wirtschaftlich ist und der Bundesrat bzw. das zuständige Amt die Kostenübernahme der Leistung nicht ausschließt.
In Österreich sind die Bestimmungen in §116ff. des Allgemeines Sozialversicherungsgesetzes (ASVG) maßgeblich. Grundsätzlich werden die Kosten nur bei der Behandlung einer Krankheit erstattet.

## Handelsnamen
Levitra (EU, USA, CDN), Vivanza (EU), Vilitra